# Canon EF-M 11-22mm f/4-5.6 IS STM
El Canon EF-M 11-22mm f/4-5.6 IS STM és un objectiu zoom gran angular amb muntura Canon EF-M.
Aquest, va ser anunciat per Canon el 6 de juny de 2013, amb un preu de venta suggerit de 379€.
Actualment, és l'òptica més gran angular de Canon de la sèrie EF-M.
La seva distància focal de 11-22mm té el mateix camp visual en una càmera EOS de la sèrie M que una lent de 18-35mm en una càmera de fotograma complet.
Aquest objectiu s'utilitza sobretot per fotografia de paisatge i arquitectura.

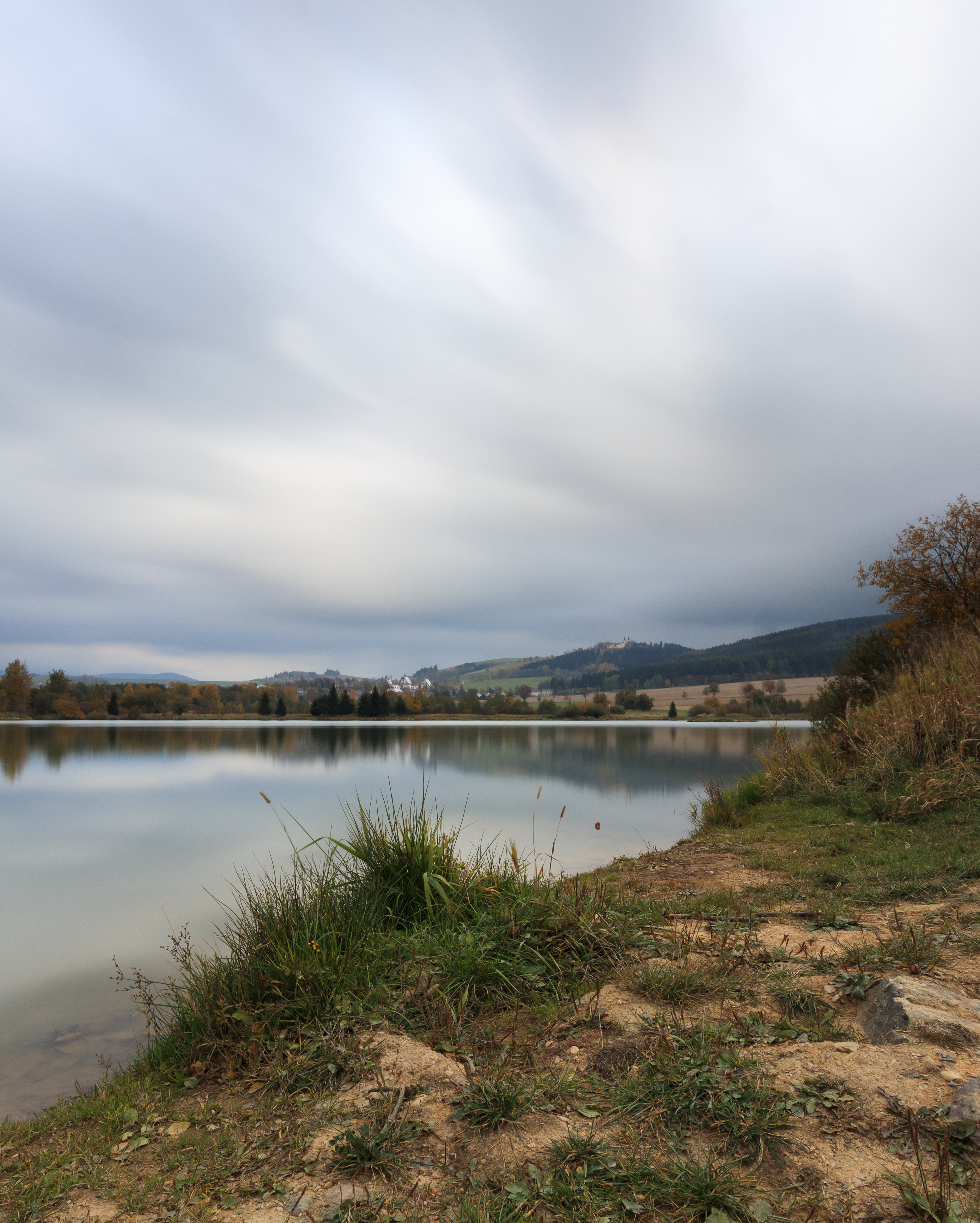
Llac fotografiat amb el Canon EF-M 11-22mm f/4-5.6 IS STM

## Característiques
Les seves característiques més destacades són:
- Distància focal: 11-22mm
- Obertura: f/4 - 22 (a 11mm) i f/5.6 - 32 (a 22mm)
- Motor d'enfocament: STM (Motor d'enfocament pas a pas, silenciós)
- Estabilitzador d'imatge de 3 passes
- Distància mínima d'enfocament: 15cm
- Rosca de 55mm
- Distorisió òptica a 11mm de -3,18% (tipus barril).[6]
- A 11mm i f/4 l'objectiu l'ombrejat les cantonades gairebé tres passes de llum, però és a partir de f/8 on aquest efecte es veu rebaixat fins a un pas. A 22mm i f/5.6 l'objectiu ombreja les cantonades una mica més d'un pas, i és a f/8 on aquest efecte es veu rebaixat fins a mig pas de llum.[6]
- A 11mm i f/5.6 és on l'objectiu comença a millorar la distorsió de les cantonades, respecte a f/4[5]

## Construcció[7]
- L'exterior de l'òptica és metàl·lica, mentre que l'interior és de plàstic
- Per estendre l'objectiu a la posició normal, cal prémer un interruptor d'alliberament de bloqueig i, a continuació, girar l'anell de selecció per estendre la lent.
- El diafragma consta de 7 fulles, i les 12 lents de l'objectiu estan distribuïdes en 9 grups.
- Consta de 2 elements asfèrics i una lent d'ultra baixa dispersió

## Accessoris compatibles[8]
- Tapa E-55
- Parasol EW-60E
- Filtres de 55mm
- Tapa posterior EB
- Funda LP814